# مصدر مفتوح (مصطلح)
تشتمل المنتجات مفتوحة المصدر على إذن لاستخدام شيفرة المصدر أو وثائق التصميم أو محتوى المنتج.  وهي تشير في الغالب إلى نموذج المصدر المفتوح، حيث تُصدر البرامج مفتوحة المصدر أو المنتجات الأخرى بموجب ترخيص مفتوح المصدر كجزء من حركة البرمجيات مفتوحة المصدر. نشأ  استخدام المصطلح مع البرمجيات، لكنه توسع إلى ما هو أبعد من قطاع البرمجيات ليغطي المحتويات المفتوحة الأخرى وأشكال التعاون المفتوح.

## أصول المصطلح
أول من اقترح مصطلح «المصدر المفتوح»، كما هو مستخدم لوصف البرمجيات، كان مجموعة من الأشخاص في حركة البرمجيات الحرة الذين انتقدوا الأجندة السياسية والفلسفة الأخلاقية التي ينطوي عليها مصطلح «البرمجيات الحرة»، وسعوا إلى إعادة صياغة الكلام ليعكس موقفًا يرتكز أكثر على التفكير التجاري. إضافة إلى ذلك، كان غموض مصطلح «البرمجيات الحرة» مثبطًا لمن يرغب باعتماده لأعماله. ضمت المجموعة كريستين بيترسون، تود أندرسون، لاري أوغستين، جون هول، سام أوكمان، مايكل تيمان وإريك إس. ريموند. اقترح بيترسون عبارة «مصدر مفتوح» في اجتماع عقد في بالو ألتو، كاليفورنيا، كرد فعل على إعلان نيتسكيب في يناير من العام 1998 عن نشر شيفرة المصدر لنافيجيتر. قدم لينوس تورفالدس دعمه في اليوم التالي، ودعم فيل هيوز المصطلح في مجلة لينوكس. بدا ريتشارد ستولمن، مؤسس حركة البرمجيات الحرة، أنه يتبنى المصطلح بدايةً، لكنه غير رأيه في وقت لاحق. أصدرت نيتسكيب شيفرة المصدر الخاصة بها بموجب ترخيص نيتسكيب العام وبعد ذلك بموجب ترخيص موزيلا العام.
كان ريموند نشطًا جدًا في محاولة تعميم المصطلح الجديد. قام بأول دعوة عامة لمجتمع البرمجيات الحرة لاعتمادها في فبراير من العام 1998. أسس بعد فترة وجيزة مبادرة المصادر المفتوحة بالتعاون مع بروس بيرنز.
اكتسب هذا المصطلح مزيدًا من الوضوح من خلال حدث نظمه ناشر التكنولوجيا تيم أورايلي في أبريل 1998. حضر القمة، التي سُميت في الأصل «القمة الحرة» وباتت تعرف لاحقًا باسم «قمة المصدر المفتوح»، قادة العديد من أهم المشاريع المجانية والمفتوحة المصدر، بما في ذلك لينوس تورفالدس ولاري وول وبريان بيليندورف وإريك ألمان وغيدو فان روسوم ومايكل تيمان وبول فيكسي وجيمي زاوينسكي وإريك ريموند. نوقشت في ذلك الاجتماع بدائل لمصطلح «البرمجيات الحرة». جادل تيمان لاعتماد عبارة"sourceware"  كمصطلح جديد، بينما دعم ريموند تسمية «المصدر المفتوح». صوت المطورون المجتمعون وأُعلن عن الفائز في مؤتمر صحفي في نفس الليلة.
نشأ العديد من المؤسسات الرسمية الكبيرة لدعم تطوير حركة البرمجيات مفتوحة المصدر، بما في ذلك مؤسسة أباتشي للبرمجيات التي تدعم المشاريع المجتمعية مثل إطار العمل مفتوح المصدر أباتشي هادوب وخادم HTTP مفتوح المصدر أباتشي HTTP.

### «مفتوح أو حرّ» أو «مفتوح وحر»
البرمجيات الحرة ومفتوحة المصدر هي شيفرة مفتوحة مرخص توظيفها دون أي قيود على الاستخدام أو التعديل أو التوزيع. يستمر الارتباك حول هذا  التعريف لأن كلمة «حر» تشير إلى حرية المنتج ولا تشير إلى السعر أو التكلفة أو الرسوم. على سبيل المثال، «حرية شرب البيرة» ليست مثل «بيرة مجانية».
على النقيض من ذلك، يجادل ريتشارد ستولمان بأن المعنى الواضح لمصطلح «المصدر المفتوح» هو أن شيفرة المصدر عامة، أي يمكن الوصول إليها لفحصها دون منح أي حقوق أخرى بالضرورة، على الرغم من أن مؤيدي المصطلح يقولون أنه يجب استيفاء الشروط في تعريف المصدر المفتوح.
لا يجب الخلط بين «الحر والمفتوح» وبين الملكية العامة (ملكية الدولة) أو التأميم أو مناهضة الخصخصة (النشاط المناهض للشركات) أو السلوك الشفاف.

## مراحع
1. ↑  "The Open Source Definition". Open Source Org. 7 يوليو 2006. مؤرشف من الأصل (html) في 11 يونيو 2007. اطلع عليه بتاريخ 22 يناير 2020. Open source doesn't just mean access to the source code.
2. ↑  "What is Open Source Software". Diffingo Solutions Inc. مؤرشف من الأصل (html) في 28 أكتوبر 2008. اطلع عليه بتاريخ 22 يناير 2020. Open source software differers from other software because it has a less restrictive license agreement: Instead of using a restrictive license that prevents you from modifying the program or sharing it with friends for example, sharing and modifying open source software is encouraged. Anyone who wishes to do so may distribute, modify or even create derivative works based on that source code!
3. ↑  O'Mahony، Siobhan Clare (2002). "The emergence of a new commercial actor: Community managed software projects". Stanford, CA: Stanford University: 34–42. {{استشهاد بدورية محكمة}}: الاستشهاد بدورية محكمة يطلب |دورية محكمة= (مساعدة)
4. ↑  Eric S. Raymond. "Goodbye, "free software"; hello, "open source"". مؤرشف من الأصل في 2020-01-02. The problem with it is twofold. First, ... the term "free" is very ambiguous ... Second, the term makes a lot of corporate types nervous.
5. ↑  Shea، Tom (23 يونيو 1983). "Free software - Free software is a junkyard of software spare parts". InfoWorld. مؤرشف من الأصل في 2020-04-13. اطلع عليه بتاريخ 2016-02-10. "In contrast to commercial software is a large and growing body of free software that exists in the public domain. Public-domain software is written by microcomputer hobbyists (also known as "hackers") many of whom are professional programmers in their work life. [...] Since everybody has access to source code, many routines have not only been used but dramatically improved by other programmers."
6. ↑  Tiemann، Michael (19 سبتمبر 2006). "History of the OSI". مبادرة المصدر المفتوح. مؤرشف من الأصل في 2002-10-01. اطلع عليه بتاريخ 2008-08-23.
7. 1 2  "Why Open Source misses the point of Free Software". fsf.org. 18 مايو 2012. مؤرشف من الأصل في 2020-04-10. اطلع عليه بتاريخ 2012-11-14.
8. ↑  Muffatto، Moreno (2006). Open Source: A Multidisciplinary Approach. Imperial College Press. ISBN:978-1-86094-665-3.
9. ↑  "Goodbye, "free software"; hello, "open source"". Catb.org. مؤرشف من الأصل في 2020-01-02. اطلع عليه بتاريخ 2012-10-25.
10. ↑  van Rossum، Guido (10 أبريل 1998). "Open Source Summit". Linux Gazette. مؤرشف من الأصل في 2013-12-29. اطلع عليه بتاريخ 2015-02-07.
11. ↑  Richard Stallman. "Why Open Source misses the point of Free Software". gnu.org. مؤرشف من الأصل في 2020-04-10. اطلع عليه بتاريخ 2019-02-17. However, the obvious meaning for the expression "open source software"—and the one most people seem to think it means—is "You can look at the source code." [...] the obvious meaning for "open source" is not the meaning that its advocates intend [...]